# قورقورك (زهرا السفلى)
قورقورك (بالفارسية: قورقورک) هي قرية تقع في إيران في Zahray-ye Pain Rural District. يقدر عدد سكانها بـ 14 نسمة .